# Lichmera
Lichmera – rodzaj ptaków z rodziny miodojadów (Meliphagidae).

## Zasięg występowania
Rodzaj obejmuje gatunki występujące na Małych Wyspach Sundajskich, Molukach, Nowej Gwinei, Vanuatu, Nowej Kaledonii i w Australii.

## Morfologia
Długość ciała 12–19 cm; masa ciała 7–17 g.

## Systematyka

### Etymologia
- Lichmera: gr. λιχμηρης likhmērēs „wywijający językiem,” od λιχμαω likhmaō „lizać”[6].
- Stigmatops: gr. στιγμα stigma, στιγματος stigmatos „plamka, cętka”, od στιζω stizō „tatuować”; ωψ ōps, ωπος ōpos „twarz”[7]. Gatunek typowy: Glyciphila ocularis Gould, 1838.

### Podział systematyczny
Do rodzaju należą następujące gatunki:
- Lichmera flavicans (Vieillot, 1817) – miodojadek złotouchy
- Lichmera notabilis (Finsch, 1898) – miodojadek białogardły
- Lichmera squamata (Salvadori, 1878) – miodojadek łuskowany
- Lichmera alboauricularis (E.P. Ramsay, 1878) – miodojadek srebrnouchy
- Lichmera incana (Latham, 1790) – miodojadek szarouchy
- Lichmera indistincta (Vigors & Horsfield, 1827) – miodojadek brązowy
- Lichmera argentauris (Finsch, 1871) – miodojadek oliwkowy
- Lichmera deningeri (Stresemann, 1912) – miodojadek szarogardły
- Lichmera monticola (Stresemann, 1912) – miodojadek górski